# Museo Minerario di Abbadia San Salvatore
Le Museo delle Miniere di Mercurio del Monte Amiata est le musée de la mine italien situé à Abbadia San Salvatore, consacré à l'histoire de l'exploitation des mines de cinabre du massif du Mont Amiata, en Toscane, entre province de Sienne et de province de Grosseto. Il fait partie du Parco Nazionale Museo delle Miniere dell’Amiata.

## Histoire
L'exploration de ces mines remonte à L'Antiquité, et les extractions mettent au jour les gisements de cinabre, minerai naturel du mercure, de couleur rouge, utilisé comme pigment pour les fresques (comme certaines retrouvées à Pompéi). Plusieurs sites existent sur le pourtour du Mont Amiata.
L'exploitation artisanale du cinabre se poursuit au Moyen Âge puis à l'époque moderne, et l'exploitation à moyens et fins industrielles du mercure intervient au XIXe siècle avec la mise au point de brevets, dus à l'ingénieur autrichien Vincenzo Spirek, des fours Cermak-Spirek pour extraire, directement sur le site des mines, le mercure pur par méthode de distillation. Il fut en majeure partie utilisé comme élément des détonateurs d'explosifs civils ou militaires et expédié partout dans le monde (jusqu'au Japon) comme en témoignent les inscriptions des récipients métalliques encore visibles dans le musée.

## Muséographie
Installé aujourd'hui dans le pavillon de l'horloge du site (qui ponctuait les horaires des mineurs et employés de la mine), il expose maquettes, outils, photographies retraçant la vie des ouvriers de la mine industrielle qui a exploité le minerai de cinabre, depuis le XIXe siècle jusqu'à sa fermeture dans les années 1970. Une des mines (la plus ancienne, la 107 soit 7 mètres sous la surface du sol) fait partie du parcours muséographique. L'ensemble des galeries représentent 35 km jusqu'à 400 m de profondeur.
Le plus grand des bâtiments anciens est en cours de transformation en un plus grand musée.
Un autre musée plus réduit est visitable à Santa Fiora, également sur les pentes du Mont Amiata, le Museo delle Miniere di Mercurio del Monte Amiata.

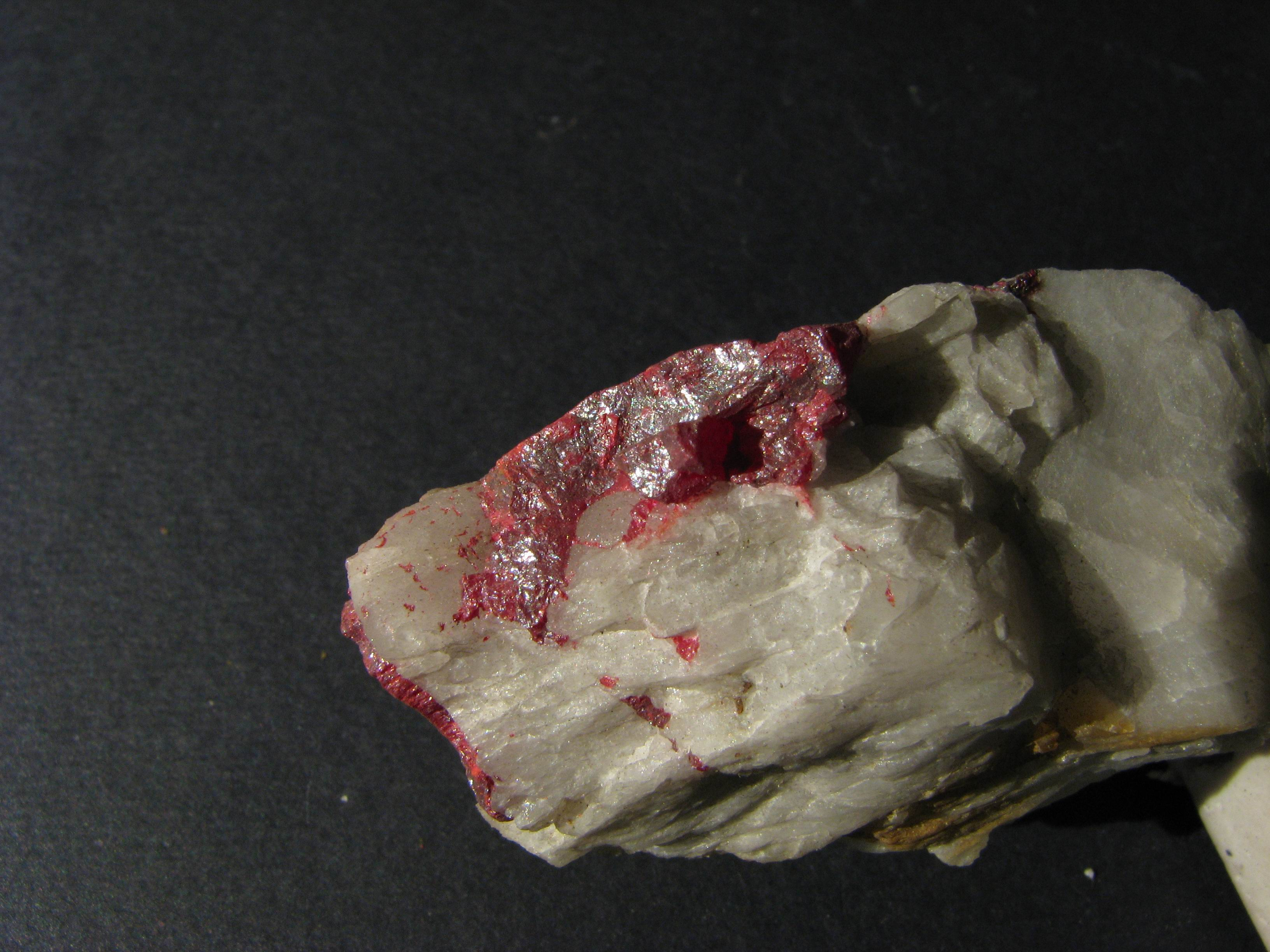
Minerai de cinabre.
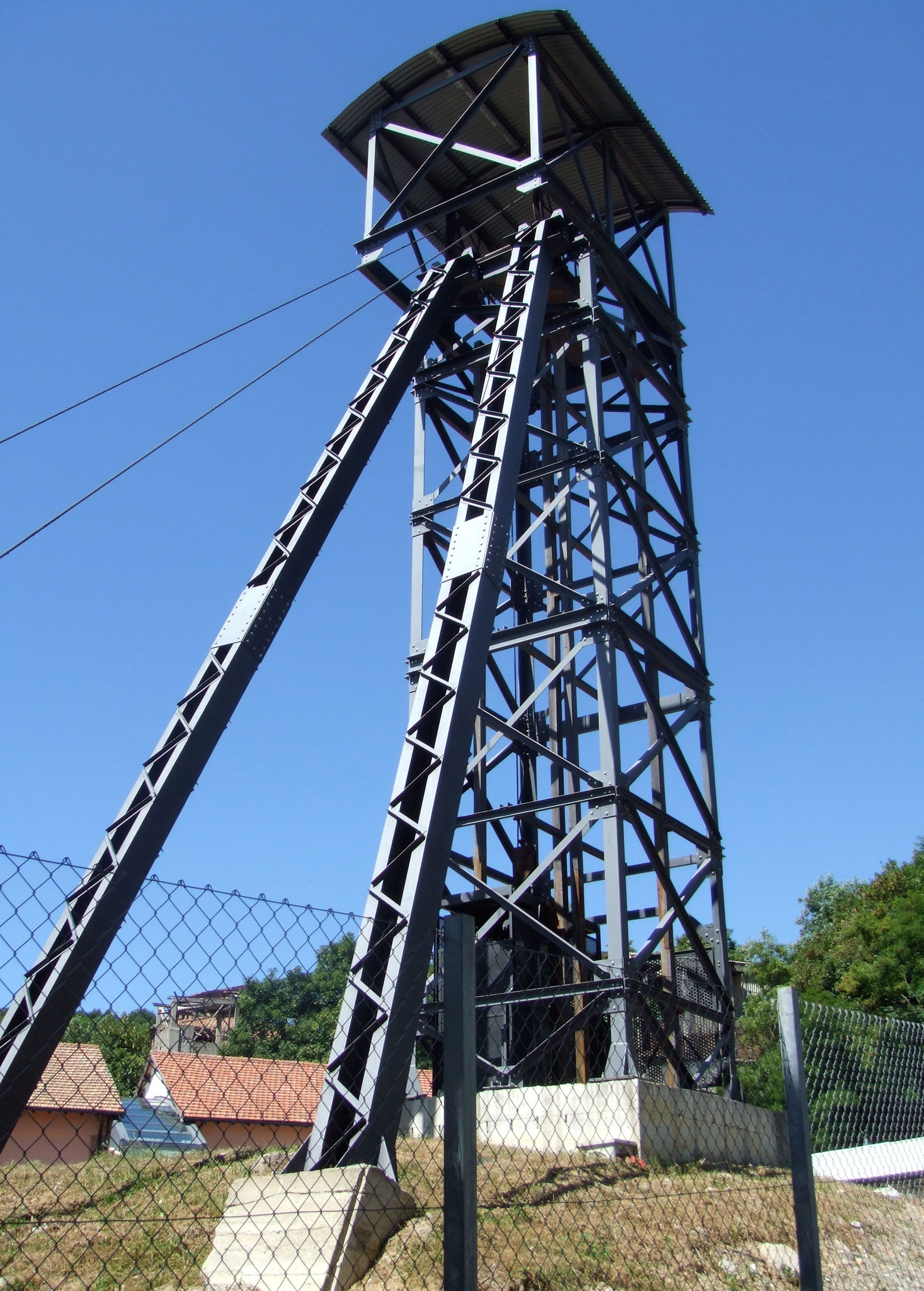
Dernier puits de mine.
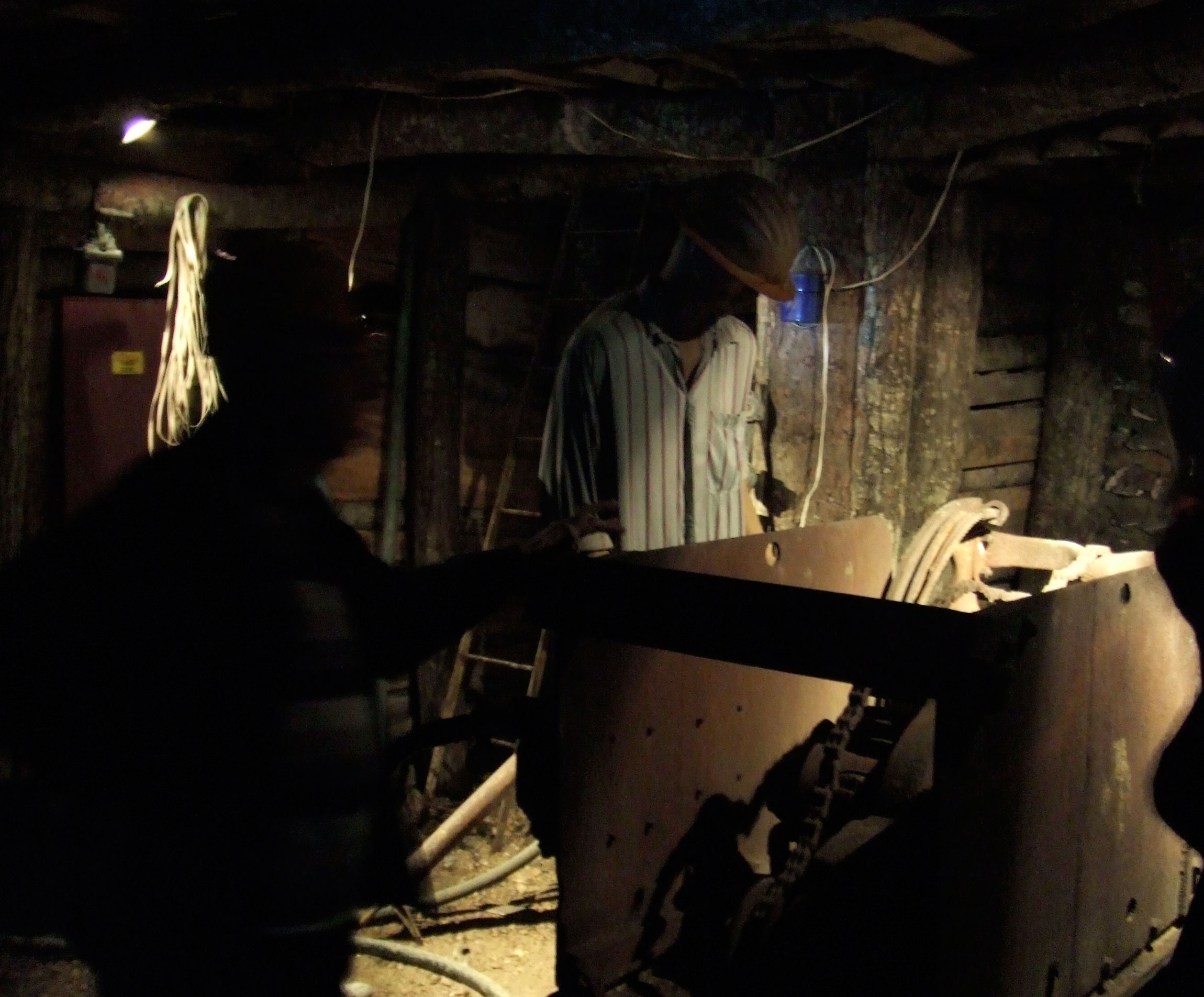
Galerie de mine aménagée pour les visites.